# Kingiszepp
Kingiszepp (oroszul Ки́нгисепп, finnül Jaama), korábban Jamburg  (Я́мбург) vagy Jam (Ям) régi város Oroszországban, a Kingiszeppi járás közigazgatási központja a Leningrádi területen, a Luga folyó mellett, 138 kilométerre délnyugatra Szentpétervártól, 20 kilométerre keletre Narvától és 40 kilométerre délre a Finn-öböltől. Lakossága: 48 488 (2010-es népszámlálás), 50 295 (2002), 49 954 (1989).
A várost először 1384-ben említik, amikor a Novgorodi Köztársaság Patrikasz alatt erődöt épített itt a svédek ellen.
Kingiszeppen halad keresztül a Szentpétervárt Tallinn-nal összekötő vasútvonal.

## Fordítás
Ez a szócikk részben vagy egészben  a   Kingisepp című angol Wikipédia-szócikk ezen változatának fordításán alapul.  Az eredeti cikk szerkesztőit annak laptörténete sorolja fel. Ez a jelzés csupán a megfogalmazás eredetét és a szerzői jogokat jelzi, nem szolgál a cikkben szereplő információk forrásmegjelöléseként.